# Légrády Erzsébet
Légrády Erzsébet (Budapest, 1874. november 15. – Budapest, 1959. november 15.) gyógyszerész. Az első nő, aki Magyarországon gyógyszerészdoktori diplomát szerzett. Légrády Károly unokahúga, Légrády Ottó és Légrády Imre unokatestvére.

## Élete
Apja Légrády Tivadar (1837–1895), a Pesti Hírlap egyik alapítója, anyja malomszegi Légrády Berta (1853–1934). Öt testvére született. Apai nagyapja Pollák József orvos volt. Középiskolai tanulmányait a terézvárosi Magyar királyi állami felsőbb leányiskola és leánygimnázium tanulójaként végezte. 1903 augusztusában négy társnőjével együtt sikeres gyógyszerész gyakornoki vizsgát tett. A „Magister pharmaciae” oklevelét 1905-ben a Budapesti Tudományegyetemen szerezte meg, majd egy évvel később gyógyszerészdoktori képesítést kapott. A doktori értekezését Lengyel Béla professzor mellett dolgozta ki a II. számú Kémiai Intézetben. Részt vett az 1913-ban megrendezett hágai XI. Nemzetközi Gyógyszerész Kongresszuson, ahol beszélt a magyarországi női gyógyszerészekről. Az ott szerzett élményeiről „Levél a hágai kirándulásról” címmel többrészes, fordulatos tárcában számolt be a Gyógyszerészeti Hetilapban. Harcolt a nők egyenjogúságának elismeréséért a tudományos pályákon. Alapító tagja volt az Egyetemet és Főiskolát Végzett Nők Egyesületének és a Magyarországi Gyógyszerészeti Egyesületnek. Az 1910-es években több kérvényt is beadott saját patika létesítésére, míg végül 1916-ban a Király utca 86. szám alatti Isteni Gondviselés Gyógyszertár tulajdonosa lett, amelyet 1928-ig vezetett. Halálát tüdőgyulladás okozta.

## Művei
- A fémeknek a fotografus-lemezre való hatásáról (Budapest, 1906)
- Levél a hágai kirándulásról (Gyógyszerészi Hetilap, 1913. 50. szám)

## Díjai, elismerései
- Jakabházy-érem (1937)